# Els Verds (Taiwan)
Els Verds (綠黨 en xinès) és un partit polític d'Taiwan d'ideologia ecologista. Fou fundat el desembre de 1996 i dirigit per Yu Hsiao-Ching amb Liu Chung-Hsien, i tot i que no té representació a la Yuan Legislatiu és present a les assemblees municipals d'un municipi.